# Đại học Mistrata
Đại học Misrata là một trường đại học có trụ sở tại thành phố Misrata, Libya. Trường được thành lập vào năm 2010 bởi sự sáp nhập của Đại học 7 tháng 10 (tiếng Ả Rập: جامعة السابع من أكتوبر) và Đại học Almergab (Al-Merqib hay Đại học Al Mergeb). 
Khuôn viên chính của trường đại học nằm trong trung tâm thành phố Misrata. Các cơ sở khác nằm ở các thành phố của Waleed Ben, Zliten, Al Khums, Tarhoona, Msallata và Garabulli. Trường đại học báo cáo rằng nó có 4.000 giảng viên và tuyển sinh 55.500 sinh viên.
Trường đại học 7 tháng 10 được thành lập vào Misrata vào năm 1984. Nó bao gồm mười lăm khoa và năm trường cao đẳng.
Trường Cao đẳng Y đã được bắt đầu vào năm 1997 bởi liên kết với các trường đại học y khoa tại Đại học Al Fateh. Năm 2003, trường Cao đẳng của Trường Đại học Y được thành lập.
Tiến sĩ Mohamed Aldwaib là người đứng đầu của trường đại học này.

## Sự kiện
Trong năm 2010, Rasheed Mohammad Omar El Meheesy hoặc El-Meheeshy, một giáo sư luật tại Misrata Đại học trong thành phố Zliten, dẫn đầu một ủy ban rằng điều tra các cấp văn bằng giả trong các trường đại học Libya và phát hiện 150 giả bằng cử nhân độ phát hành của 22 trường đại học. Mười một giảng viên bị sa thải và một số sinh viên đã bị trục xuất như là một kết quả của những phát hiện của ủy ban. Ngày 19 Tháng Năm 2010 El-Meheesy bị bắt và bị cầm tù về tội quấy rối tình dục, rõ ràng dựa trên các khiếu nại được nộp bởi một số các học sinh bị trục xuất. Trong tù, El-Meheesy không được tiếp cận với thuốc tim bình thường của mình và ông bị đột quỵ. Sau khi ông được đưa tới một bệnh viện để điều trị, ông bị còng tay vào chiếc giường bệnh viện. Ông đã được phát hành tại ngoại vào ngày 21 tháng 6 trong khi chờ đợi một cuộc thử nghiệm dự kiến 20 tháng 9.. Mạng lưới Giáo dục và quyền học đã ban hành một cảnh báo về trường hợp của ông, kêu gọi ủng hộ của mình để liên lạc với các nhà chức trách Libya để đôn đốc để đảm bảo phù hợp pháp luật và y tế điều trị cho El-Meheesy và tiếp tục điều tra bằng độ đại học giả ở Libya.
Do các sự kiện nội chiến Libya năm 2011, và vị trí các trường đại học trong thành phố bị hư hại nặng Misrata, trường này bị hư hại.